# 七條敬三
七條 敬三（しちじょう けいぞう、1941年8月8日 - ）は、日本の元プロデューサー。東映→東映動画に所属していた。

## 経歴・人物
東映に入社し、1973年、『どっこい大作』の企画として製作に初めて携わった。1980年代に入ると東映動画に異動、『Dr.スランプ アラレちゃん』→『ドラゴンボール』と8年間フジテレビ水曜日19時のアニメの企画を務めた。しかし『ドラゴンボールZ』から新体制でやることになり、七條は、『ドラゴンボール』で降板。その後は『新ビックリマン』を担当したが、1990年に東映動画を退社。
東映退社後は個人事務所「有限会社アモ」を設立し、フリーのプロデューサーとして活動。一時期はフィリピンのマニラに住んでいた。
2009年頃、事業停止となったノーサイドのスタジオとスタッフの一部を引き継ぐ形でアニメ制作部門を立ち上げる。『俺の妹がこんなに可愛いわけがない』をはじめ、数多くのアニメに制作協力として参加。
2018年、有限会社アモ倒産。

## 担当作品

### 東映時代
- 超人バロム・1（1972年、製作担当）
- どっこい大作（1973年、企画）
- 誰のために愛するか（1974年、プロデューサー）
- プレイガールQ（1974年 - 1976年、プロデューサー）
- ザ★ゴリラ7（1975年、プロデューサー）
- 燃える捜査網（1975年 - 1976年、プロデューサー）
- 宇宙鉄人キョーダイン（1976年、企画）
- 大鉄人17（1977年、製作・プロデューサー）
- ジャッカー電撃隊VSゴレンジャー（1978年、製作）
- 宇宙からのメッセージ・銀河大戦（1978年 - 1979年、プロデューサー）
- 赤穂浪士（1979年、プロデューサー）
- 木曜ゴールデンドラマ「人喰熊史上最大の惨劇 羆嵐」（1980年、プロデューサー）

### 東映動画時代

#### テレビアニメ
- Dr.スランプ アラレちゃん（1981年 - 1986年、企画・プロデューサー）
- ドラゴンボール（1986年 - 1989年、企画）
- 仮面の忍者赤影（1987年 - 1988年、企画）
- 新ビックリマン（1989年 - 1990年、企画）

#### アニメ映画
- 『Dr.スランプ アラレちゃん』シリーズ
  - Dr.スランプ アラレちゃん ハロー!不思議島（1981年、企画）
  - Dr.SLUMP “ほよよ!”宇宙大冒険（1982年、企画）
  - Dr.スランプアラレちゃん ペンギン村英雄伝説（1982年、企画）  
  - Dr.スランプ アラレちゃん ほよよ世界一周大レース（1983年、企画）
  - Dr.スランプ アラレちゃん ほよよ!ナナバ城の秘宝（1984年、企画）
  - Dr.スランプ アラレちゃん ほよよ!夢の都メカポリス（1985年、企画）
- 『ドラゴンボール』シリーズ
  - ドラゴンボール 神龍の伝説（1986年、企画）
  - ドラゴンボール 魔神城のねむり姫（1987年、企画）
  - ドラゴンボール 摩訶不思議大冒険（1988年、企画）